# Raad van Barbuda
De Raad van Barbuda werd in 1976 ingesteld als regionaal bestuur voor het eiland Barbuda dat deel uitmaakt van de eilandenstaat Antigua en Barbuda. Barbuda geniet thans een beperkte mate van autonomie. De Voorzitter van de Raad van Barbuda is de hoogste administratieve ambtenaar van eiland.

## Voorzitters van de Raad van Barbuda
| Naam                   | Ambtsperiode | Partij |
| ---------------------- | ------------ | ------ |
| ...                    | 1976 - 1979  |        |
| Thomas Hilbourne Frank | 1979 - 1985  | BPM    |
| Arthur Nibbs           | 1985 - 1989  | BPM    |
| Thomas Hilbourne Frand | 1989 - 1997  | BPM    |
| Arthur Nibbs           | 1997 - 2001  | BPM    |
| Fabian Jones           | 2001 - 2005  | BPM    |
| Lincoln Burton         | 2005 - heden | BPM    |

| Afkorting | Volledige naam            |
| --------- | ------------------------- |
| BPM       | Barbuda People's Movement |

Zie ook: Lijst van staatshoofden en premiers van Antigua en Barbuda, Lijst van premiers van Antigua en Koning van Redonda